# Salla
Salla (S.V-483) Dux visigodo, contemporáneo de Teodorico II y de Eurico.
Según Edward Arthur Thompson sería un godo; en cambio, Herwig Wolfram, citando a Karl Friedrich Stroheker, sostiene que se trata de un romano al servicio del Reino visigodo de Toulouse. Es citado por Hidacio de Chaves en su crónica, indicando que en 466 Teodorico II envió a Remismundo, rey de los suavos, a Salla como legatus. A su regreso a la Galia, Salla habría descubierto que el monarca había sido asesinado por su hermano Eurico, quien lo sucedió como rey.  
En 483 se encontraba en Emerita Augusta, Lusitania, donde restauró sus murallas y su puente romano, en colaboración con el obispo Zenón de Mérida, como testimonia la inscripción en piedra, en latín, en el puente que data del 521 de la Era hispánica, lo que equivale al 483 de la Era Común: 

Solberat antiquas moles ruinosa vetustas,

Lapsum et senio ruptum pendebat opus.
Perdiderat usum suspensa via p(er) amnem.
Et liberum pontis casus negabat iter.
Nunc tempore potentis Getarum Ervigii (Eurici) regis,
Quo deditas sibi precepit excoli terras,
Studuit magnanimus factis extendere n(o)m(e)n,
Veterum et titulis addit Salla suum.
Nam postquam eximiis nobabit moenib(us) urbem,
Hoc magis miraculum patrare non destitit.
Construxit arcos, penitus fundabit in undis.
Et mirum auctoris imitans vicit opus.
Nec non et patrie tantum cr<e>are munimen
Sumi sacerdotis Zenonis suasit amor.
Urbs Augusta felix mansura p(er) scla. longa

Nobate studio ducis et pontificis. era DXXI.

Esta inscripción constituye el primer testimonio de cooperación entre visigodos y los obispos hispano-romanos, que pasaron a ser dominar la mayor parte de la península ibérica, tras el derrumbe del Imperio Romano de Occidente en 476. José Orlandis señaló que el dux habría sido gobernador militar de Emerita Augusta.